# Термотрансфер
Термотрансфер (от др.-греч. θερμός — горячий и англ. transfer — перенос, перемещение, перевод) — один из способов нанесения изображений на поверхности, подвергающиеся кратковременному (от 5 до 30 секунд) воздействию температуры от 120ºС до 190ºС.

## Терминология
Термотрансфер известен также под названиями принт, термонаклейка, термоаппликация, трансфер, «переводная картинка», «накатка», аппликация, термопринт, наклейка, набивка, heat transfer.

## Технология
Термотрансферная технология подразумевает нанесение изображения на декорируемую поверхность с промежуточного носителя (специальной бумаги или плёнки) при помощи термопресса. В домашних условиях термотрансфер наносится бытовым утюгом.
Процесс нанесения термотрансферов на изделия называется термопереносом. При переносе на ткань термотрансфера решающее значение имеют три основных фактора: температура плиты термопресса, давление термопресса и время выдержки. При строгом соблюдении этих правил термоперенос даёт отличный результат.
Применяются термотрансферы достаточно широко: для нанесения на текстиль, вязаные изделия, кожу, кожзаменитель, дерево, стекло, фарфор, фаянс, пластик. Наибольшее распространение термотрансферы получили для нанесения логотипов, изображений и декоративных элементов на продукцию из ткани, кожи и кожзаменителей.
Отдельная разновидность термотрансферной технологии используется при маркировке продукции штрихкодом и другой, в том числе переменной, информацией на промышленных предприятиях, в логистике (маркировка груза) и прочих областях. При этом используется термотрансферная этикетка совместно с термотрансферной лентой (риббоном).
Лучшие мировые производители выпускают термотрансферы не только плоские, но и объемные (3D), принты могут имитировать различные фактуры (например, вышивку). Принты могут включать дополнительные элементы украшения или отвечать определённым прикладным функциям. Термотрансферы могут исполняться с глиттером, содержать стразы, быть светоотражающими, светящимися в ультрафиолете и т. п. Некоторые производители добились фотографического качества термопринтов с передачей очень тонких линий и точных цветов. Большинство названных эффектов при прямой печати не доступны.

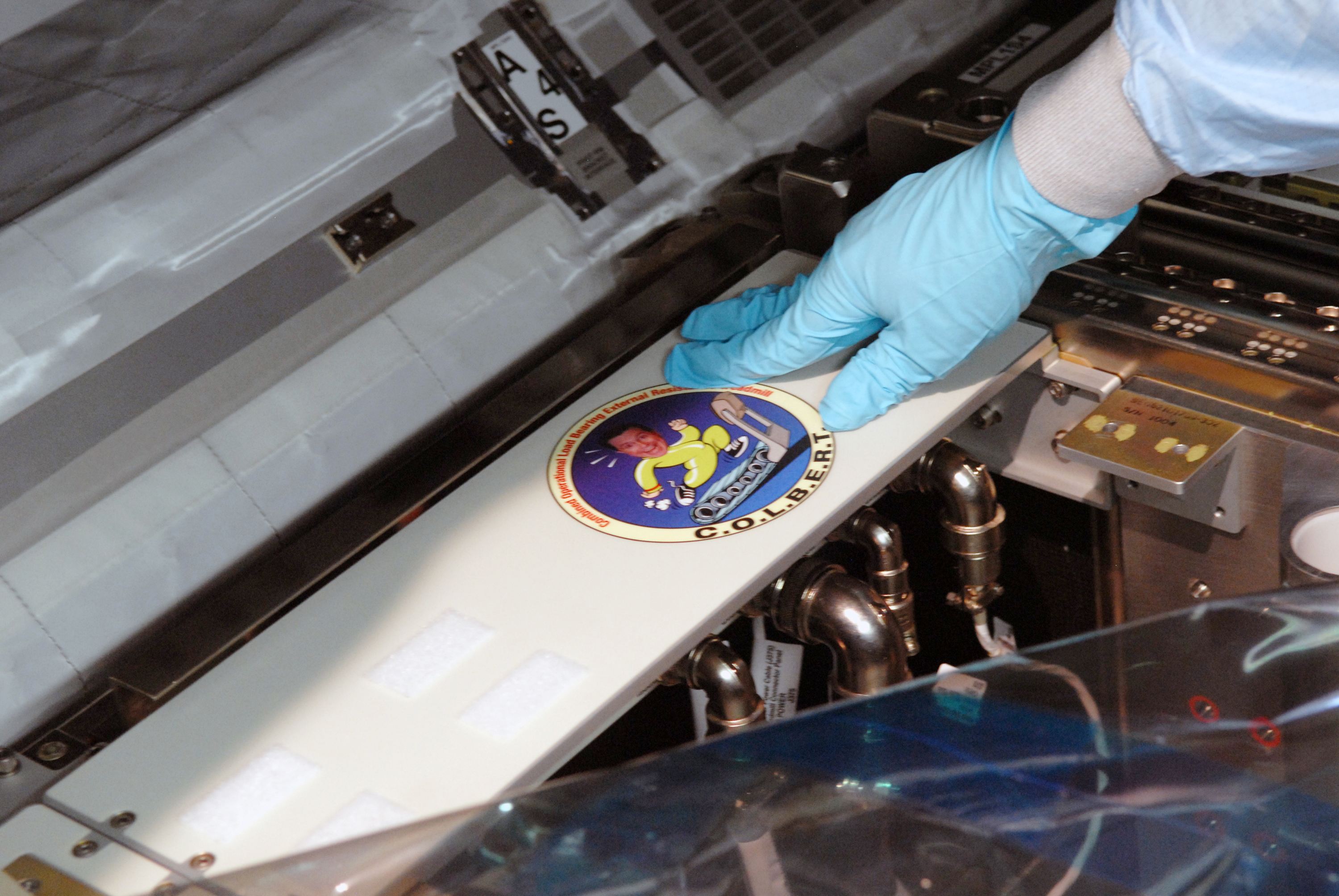

## Преимущества
Термотрансферное нанесение имеет ряд преимуществ перед прямой шелкографической печатью на ткани:
1. Качественный термотрансфер может передавать очень тонкие линии и детали.
2. Термотрансфер может быть нанесён на материалы, недоступные для качественного нанесения трафаретным способом: грубый лён, холст, мешковина, сетчатые ткани.
3. Термотрансфер легко наносится на готовые изделия с пуговицами, молниями, выступающими элементами.
4. Термотрансфер позволяет передавать чёткое изображение фотографического качества с точным воспроизведением цветовой палитры.
5. Термотрансферы позволяют избегать товарных остатков нереализованной продукции, так как для экономии средств можно напечатать большую партию принтов, а нанести на продукцию — только для немедленной продажи. В зависимости от спроса проводится корректировка самого изделия, места нанесения изображения, отказ от данного дизайна или его объединения с другим изображением.
6. Полученные изображения устойчивы к стирке.
7. Термотрансфер наносится на изделия за несколько секунд, и при этом изделие не требуется сушить в сушке.
8. Для нанесения изображений на швейных производствах не надо иметь громоздкого оборудования, а требуется только термопресс.

В некоторых случаях прямая печать на ткань оказывается удобнее.

## Производство
В России производятся различные виды термотрансферов: плоские одно-, двух-, трёхцветные, предназначенные для неэластичных или малоэластичных тканей. Изготавливают простые термотрансферы шелкографическим (трафаретным) способом либо вырезают на плоттере из термотрансферных одноцветных плёнок. Кроме того, широкое распространение имеют цифровые термотрансферы для единичных изделий и домашних развлечений. Цифровые термотрансферы следует отличать от промышленных профессиональных термотрансферов, о которых идет речь в данной статье.
Цифровые термотрансферы печатаются на принтере на специальной термотрансферной бумаге. При термопереносе цифровых принтов на изделие переносится полностью лист (выглядит это, как если бы на ткань был приклеен простой белый лист А4 с напечатанным изображением и белыми полями), поэтому здесь необходим соответствующий дизайн. Цифровые термотрансферы имеют нестабильные эксплуатационные характеристики и очень невысокое качество: например, стирка допускается при температуре не выше 30ºС.
Промышленные термотрансферы могут быть изготовлены с красками водными либо пластизолевыми. Особым видом принтов являются сублимационные термотрансферы. Применение того или иного вида термотрансферов диктуется видом материала и характером изделия, на которое он наносится, а также дизайном изображения. Например, для эластичных тканей производятся специальные эластичные принты, для вязаного трикотажа — твёрдые, не тянущиеся трансферы повышенной прочности. Для светлых синтетических изделий используются сублимационные термотрансферы.
В последнее время, всё большее распространение получают термотрансферы изготовленные по технологии DTF-печати. Такие термотрансферы имеют высокую устойчивость к стиркам, позволяют печатать полноцветные изображения (включая белый цвет) на цветных изделиях и могут быть нанесены практически, на любые виды текстиля. 